# Gisela Engeln-Müllges
Gisela Engeln-Müllges (née en 1940) est une mathématicienne et artiste allemande. Elle est professeure émérite de mathématiques numériques à l'université des sciences appliquées d'Aix-la-Chapelle (en), et ancienne vice-rectrice à la recherche, au développement et à la technologie de l'université.

## Biographie
Gisela Engeln-Müllges naît à Leipzig en 1940. Après la Seconde Guerre mondiale, Leipzig fait partie de la République démocratique allemande, et elle passe à l'ouest en 1961, peu de temps avant la fermeture de la frontière par les autorités est-allemandes. Elle étudie les mathématiques à l'École supérieure polytechnique de Rhénanie-Westphalie (RWTH Aachen) à partir de 1961 et obtient un doctorat en sciences en 1971, avec une thèse intitulée Fluchtebenennomogramme zur Darstellung von Funktionensystemen: Ihre Theorie und praktische Verwendbarkeit concernant l'analyse numérique.
Elle travaille comme ingénieure et conseillère académique à la RWTH Aachen, puis elle obtient un poste de professeure à l'université des sciences appliquées d'Aix-la-Chapelle (FH Aachen) en 1982 qu'elle conserve jusqu'à sa retraite académique en 2005. Elle enseigne les mathématiques numériques et le traitement des données, est occupe les fonctions de vice-rectrice à la recherche, au développement et au transfert de technologie de l'université de 1992 à 2005,.
Après sa retraite, elle est nommée membre du conseil de l'université, en 2008, et vice-présidente en 2013. Elle est présidente du conseil universitaire de l'université des sciences appliquées de Münster.
Elle est co-auteure, avec Frank Uhlig, des livres Numerik-Algorithmen mit C et Numerik- Algorithmen mit Fortran (7e éd., 1993, traduit en anglais par Numerical Algorithms with Fortran et Numerical Algorithms with C, Springer, 1996),,.

## Activités artistiques
Gisela Engeln-Müllges est une artiste. Ses œuvres sont abstraites et comprennent à la fois des peintures et des sculptures en métal coulé, basées sur son travail avec le plasticien Benno Werth. En 2019, elle est l'une des artistes sélectionnées pour la London Art Biennale.

## Reconnaissances
Engeln-Müllges a reçu la Croix fédérale du mérite en 1992,. En 1997, elle est nommée au Wissenschaftsrat, le Conseil des sciences, par le président fédéral, Roman Herzog. En 2005, elle a reçu un doctorat honoris causa de l'université technique d'État de Nijni Novgorod.

## Publications
- avec Fritz Reutter, Numerical Algorithms with C, 1996.
- (de) Formelsammlung zur numerischen Mathematik mit C-Programmen (ISBN 978-3-411-14272-9).
- avec Klaus Niederdrenk et Reinhard Wodicka, Numerik-Algorithmen. Verfahren, Beispiele, Anwendungen., Berlin-Heidelberg, Springer-Verlag, 2011 (ISBN 978-3-540-62669-5).
- avec Fritz Reutter, Formelsammlung zur Numerischen Mathematik mit Turbo-Pascal-Programmen., 1987 (ISBN 978-3-411-03156-6).
- avec Klaus Niederdrenk et Reinhard Wodicka, Formelsammlung zur Numerischen Mathematik mit Fortran IV-Programmen, 2005, 9e éd. (ISBN 978-3-540-62669-5).
- avec Fritz Reutter, Formelsammlung zur Numerischen Mathematik mit Standard-FORTRAN-77-Programmen, Zürich, Bibliographisches Institut, 1986, 5e éd. (ISBN 3-411-03125-5).
- (dir.) Wolfgang Schäfer, Kompaktkurs Ingenieurmathematik mit Wahrscheinlichkeitsrechnung und Statistik : Fachbuchverlag Leipzig im Carl Hanser Verlag München-Wien, 2004 (ISBN 978-3-446-22864-1).